# Bontekoestraat
De Bontekoestraat is een woonstraat in de Spaarndammerbuurt in Amsterdam-West.

## Geschiedenis en ligging
De straat kreeg haar naam per raadsbesluit van 20 november 1878, ze werd vernoemd naar zeevaarder Willem IJsbrantsz. Bontekoe. Op 19 augustus 1905 werd de straat opnieuw gedefinieerd als gevolg van de aanleg van de riolering.
De straat vormde oorspronkelijk de verbinding tussen de Tasmanstraat (noord) en de Roggeveenstraat (zuid). Tegenover de Bontekoestraat trok vanaf de Tasmanstraat een weg de Houthavens in. In 1905 bij de legging van het riool was er nog geen bebouwing; de terreinen gelegen aan de straat dienden tot opslagplaatsen. Het stuk Roggeveenstraat ten westen van het Westerkanaal werd in 1913 hernoemd in Nova Zemblastraat. Pas in 1913 werd het riool op profiel gebracht; er kwam woningbouw. Door veranderingen in het inzicht in verkeersstromen werd de toe/uitgang met de Tasmanstraat later afgesloten voor al het verkeer behalve voetgangers.
Het wegdek en de bijbehorende parkeerplaatsen waren in 2019 inmiddels voorzien van straatklinkers. Het trottoirgebied aan beide kanten van de weg is voor voetgangers niet echt breed, mede als gevolg van geveltuintjes en fietsparkeren.

## Gebouwen
De oneven huisnummers lopen op van 1 tot en met 13; de even nummers van 2 tot 56. Dat zou de indruk geven dat de ene gevelwand flink langer is dan de andere kant; dat is echter niet het geval. Het verschil in hoeveelheid huisnummers is terug te voeren op renovatie van de gebouwen, waarbij de ene zijde een nieuwe nummering kreeg (even zijde had oorspronkelijk de nummering 2 tot en met 14; de huisnummering vindt dan plaats per woning) en de andere zijde niet (oneven).
Alle bebouwing aan de straat werd in 2008 benoemd tot gemeentelijk monument. Het gaat hier om een complex arbeiderswoningen gebouwd door Woningbouwvereniging Het Westen naar een ontwerp van Herman Walenkamp in de bouwstijl Rationalisme met opvallende witte topgeveltjes met daarin een rond vensterraam. Het complex bestaat uit woningen van Aert van Nesstraat 1-55 en 2-50, Bontekoestraat 1-13 en 2-56, Le Mairestraat 1-55 en 2-56, Nova Zemblastraat 14-508 en Tasmanstraat 17-51 en 253-435.